# Sivas (provincie)
Sivas is een provincie in Turkije. De provincie is 28.488 km² groot en heeft 638.464 inwoners (2007). De hoofdstad is het gelijknamige Sivas.

## Geografie
De provincie Sivas is de op een na grootste provincie in Turkije, met een oppervlakte van 28.488 vierkante kilometer (vergelijkbaar met België). Alleen de provincie Konya is groter.

## Bevolking
Op 31 december 2019 telde de provincie Sivas 638.956 inwoners. Meer dan de helft van de bevolking woont in het gelijknamig district Sivas. De provincie Sivas heeft te kampen met hoge emigratiecijfers. In 2019 woonden er zelfs meer mensen uit Sivas in Istanbul (zo'n 764.896 personen) dan in Sivas zelf. Ook in West-Europa wonen veel inwoners die oorspronkelijk uit Sivas komen. De bevolking bestaat hoofdzakelijk uit Turken, maar in het oosten leven ook Koerden en Zaza. Sivas is een belangrijk centrum voor het alevitisme. Hier vond in 1993 het Bloedbad van Sivas plaats. Tot de Eerste Wereldoorlog woonden er ook Armenen en Pontische Grieken.
| Bevolking | 329.551 | 468.243 | 542.004 | 669.922 | 731.921 | 750.144 | 767.481 | 755.091 | 642.224 | 638.956 |

Eind 2019 was zo'n 21,91% van de bevolking jonger dan 15 jaar, terwijl 12,69% van de bevolking 65 jaar of ouder was. In 2017 bedroeg het vruchtbaarheidscijfer zo'n 1,92 kinderen per vrouw, een daling vergeleken met 2,76 kinderen per vrouw in 2000. 

## Bestuurlijke indeling

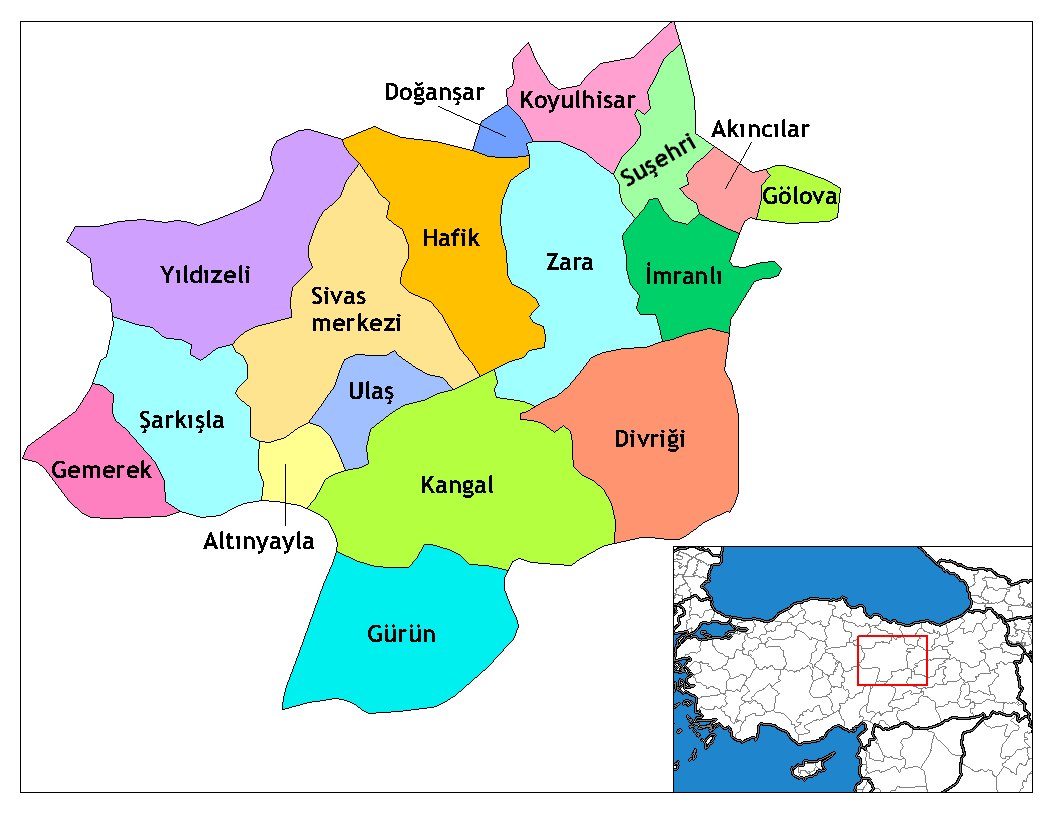
Districten van Sivas

### Districten
De provincie bestaat uit de volgende 17 districten:
| - Akıncılar - Altınyayla - Divriği - Doğanşar - Gemerek - Gölova | - Gürün - Hafik - İmranlı - Kangal - Koyulhisar - Şarkışla | - Sivas - Suşehri - Ulaş - Yıldızeli - Zara |